# Stockalperweg

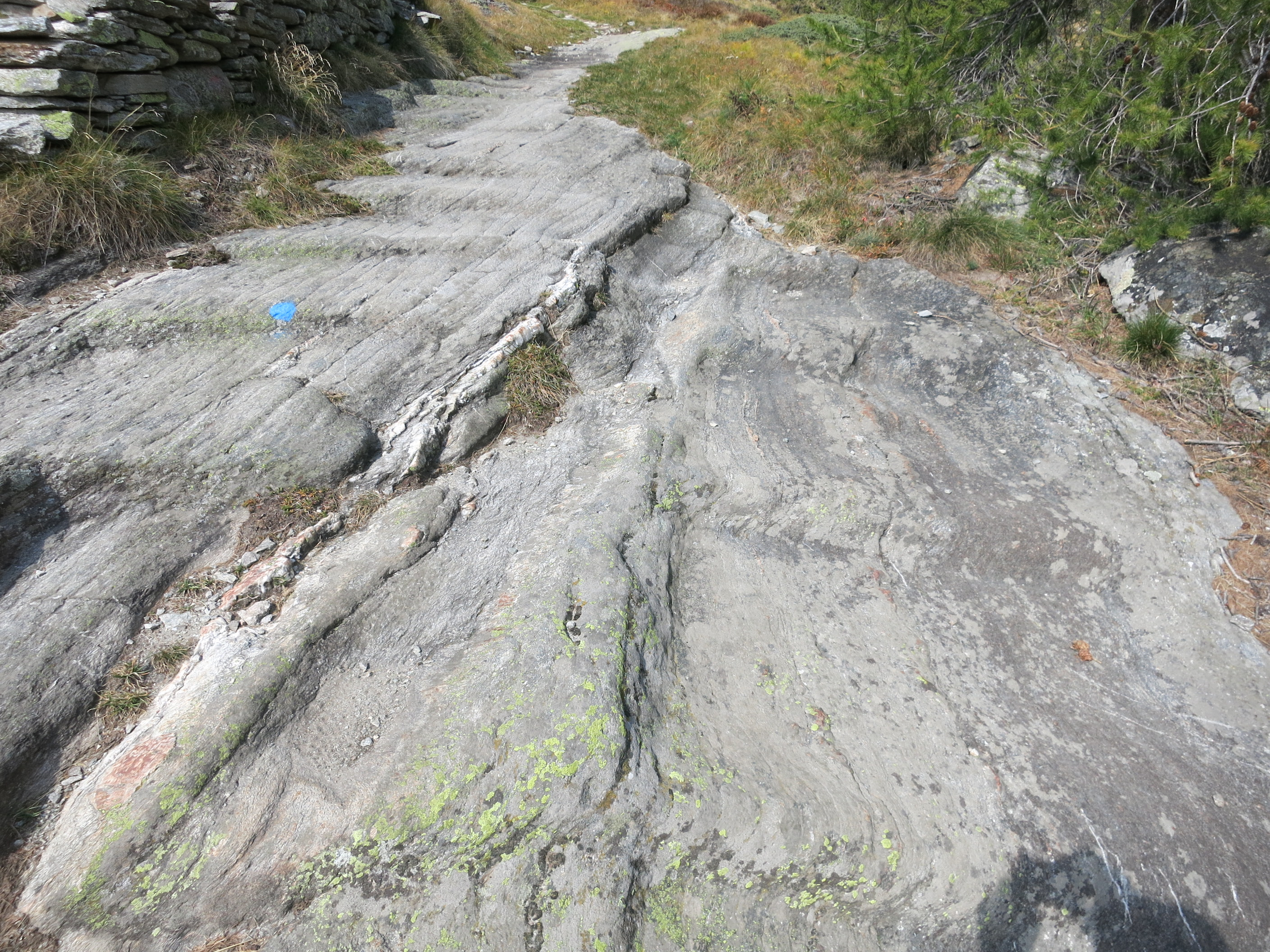
Stockalperweg beim Engiloch

Der Stockalperweg ist ein alter Saumpfad, der von Brig über den Simplonpass und durch die Gondoschlucht nach Gondo führt. Der bereits bestehende historische Saumpfad wurde im 17. Jahrhundert vom Briger Kaufmann Kaspar Stockalper ausgebaut, um mit Maultierkolonnen den alpenquerenden Handel zu begünstigen.
Die Via Stockalper ist ein Schweizer Kulturwanderweg, der den Spuren Stockalpers auf dem Stockalperweg von Brig (720 m) über den Simplonpass (2006 m) nach Gondo (855 m) folgt.
In Brig am Anfang des Stockalperwegs steht das Stockalperschloss. Der Weg führt weiter über den Simplonpass, vorbei an Stockalpers Altem Hospiz zum Stockalperturm und zu Stockalpers Goldmine in Gondo. Am Stockalperweg am westlichen Eingang zur Gondoschlucht stehen zudem die Bauruinen eines weiteren, nie fertig gestellten Stockalperturms.

## Galerie

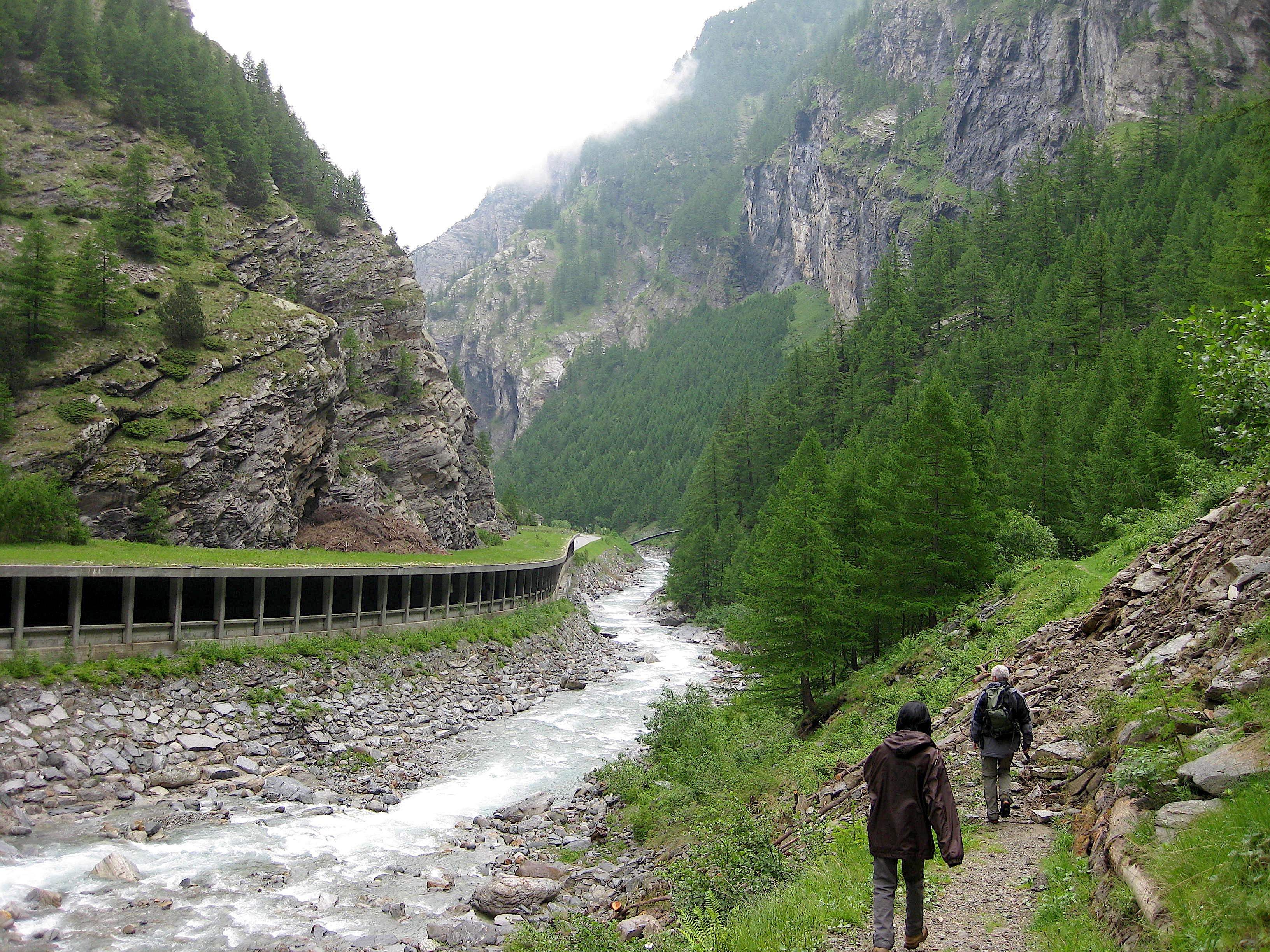
Wanderer auf dem Stockalperweg entlang der Doveria in der Gondoschlucht
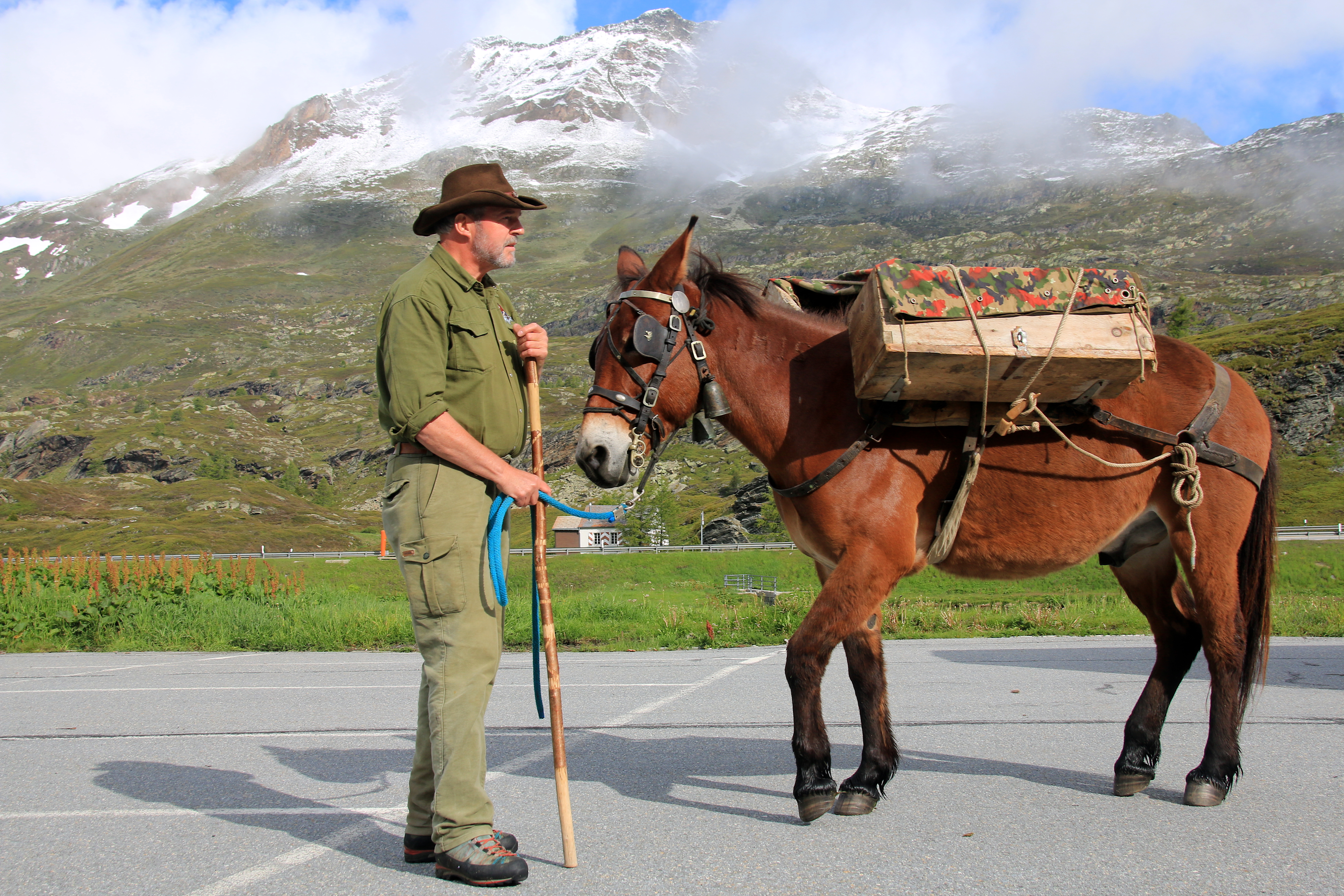
Säumer auf dem Stockalperweg (2020)